# JELLY
JELLY（ジェリー）は、日本のロックバンド。
大阪を拠点に全国で活動していた。1999年ポニーキャニオンからメジャーデビュー。2001年11月に解散。

## 来歴
大阪府の音楽専門学校にて仲間で5人組で結成。結成当初のボーカルが就職活動でボーカルとベースが脱退しメンバーの勧めからサイドギターだったTSUKASAがボーカルを担当することになり同時期にTUYO-Cが加入し4ピースの形におさまる。
1999年1月17日、アルバム『SWEET JELLY』でメジャーデビュー。大阪のライブハウスを拠点に活動。
デビュー後は大阪だけにとまらず全国でライブ活動を展開する。ツアー中に制作した『BYE ME/turn over』の支持が高くシングルで発売。
音楽性の違いから約5年の活動で解散。解散ライブは2001年9月12日にON AIR OSAKAにて行われた。
| スタブアイコン | サブスタブ | この項目は、まだ閲覧者の調べものの参照としては役立たない、音楽関係者（バンド等）に関連した書きかけの項目です。この項目を加筆・訂正などしてくださる協力者を求めています（P:音楽/PJ:芸能人）。 |